# زیردریایی کلاس ولا
سابمارین کلاس ولا (به انگلیسی: Vela-class submarine) یک کلاس از زیردریایی است که طول آن ۹۱٫۳ متر (۲۹۹ فوت ۶ اینچ) می‌باشد.